# Wake-on-ring
Wake-On-Ring (WOR), іноді називають Wake-On-модем (WOM) — специфікація, яка дозволяє дистанційно керувати живленням обчислювальних машин і пристроїв:
змусити «прокинутися» або включитися від режиму очікування або "м'яко вимкненого" (наприклад, ACPI стан G1 або G2), — і почати роботу.
Основна ідея полягала в тому, що спеціальний сигнал посилається по телефонних лініях до комп'ютера через модем, щоб включити повноцінне живлення і почати операцію. Зазвичай використовулась в архівних базах даних і BBS, була популяною серед аматорів.
Факси використовували аналогічну систему, в якій вони  в основному простоюють в очікуванні, поки отримання вхідного факсу подасть сигнал, який запустить операцію.
Цей стиль дистанційного керування в основному був витіснений  Wake-on-LAN, який є більш новим, але працює в майже в такий же спосіб.